# Демерсална зона
Демерсална зона (енгл. Demersal zone) је део мора, океана или дубоког језера који се састоји од дела воденог стуба близу морског дна и бентоса, на које је и утицао. Демерсална зона је мало изнад бентичке зоне и формира слој веће профундалне зоне.
Налазећи се изнад океанског дна, демерсална зона је променљива у дубини и може бити део еуфотичне зоне где светлост може продирати и фотосинтетски организми расту, или афотичне зоне, која почиње између дубине од отприлике 200 and 1.000 m (700 and 3.300 ft) и простиру се до океанског дна, где светлост не продире.